# Encofrat
Un encofrat és un equip de treball temporal o permanent al qual s'aboca el formigó o altres materials líquids com la tàpia que li donen la seva forma, durant el temps d'enduriment. Pot ser una estructura temporal o permanent, al qual cas es parla d'encofrat perdut.

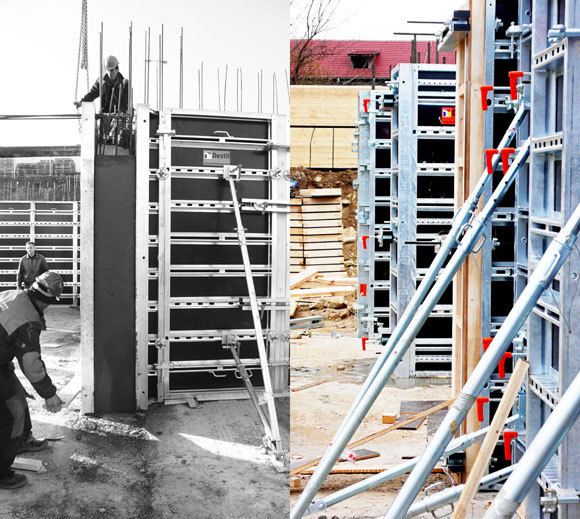
Encofrat Destil.

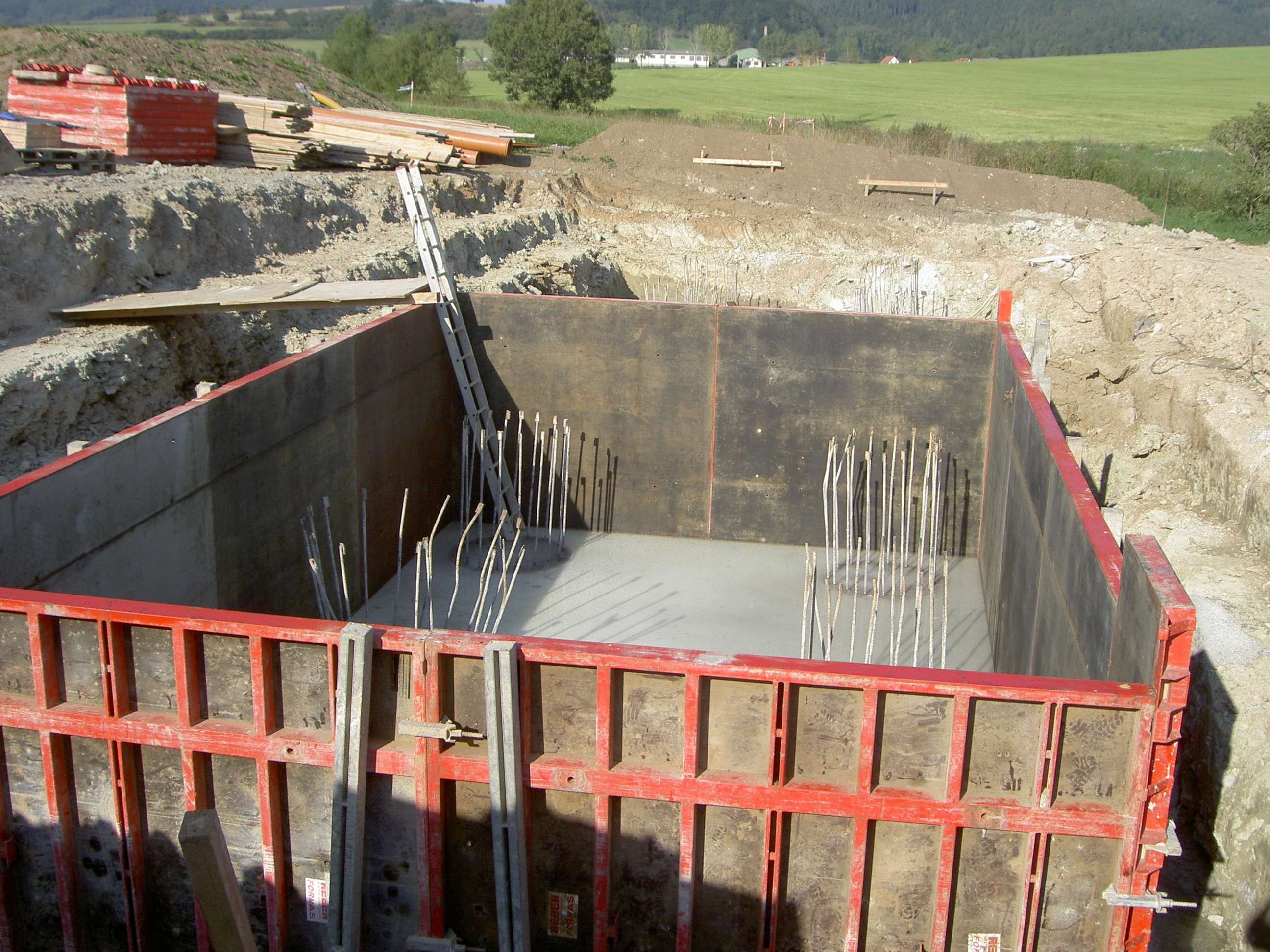
Encofrat de panells modulars d'estructura metàl·lica i superfície de fusta especial fenòlica de gran resistència, col·locats per donar forma al formigó d'una sabata de fonamentació.

## Sistemes d'encofrats

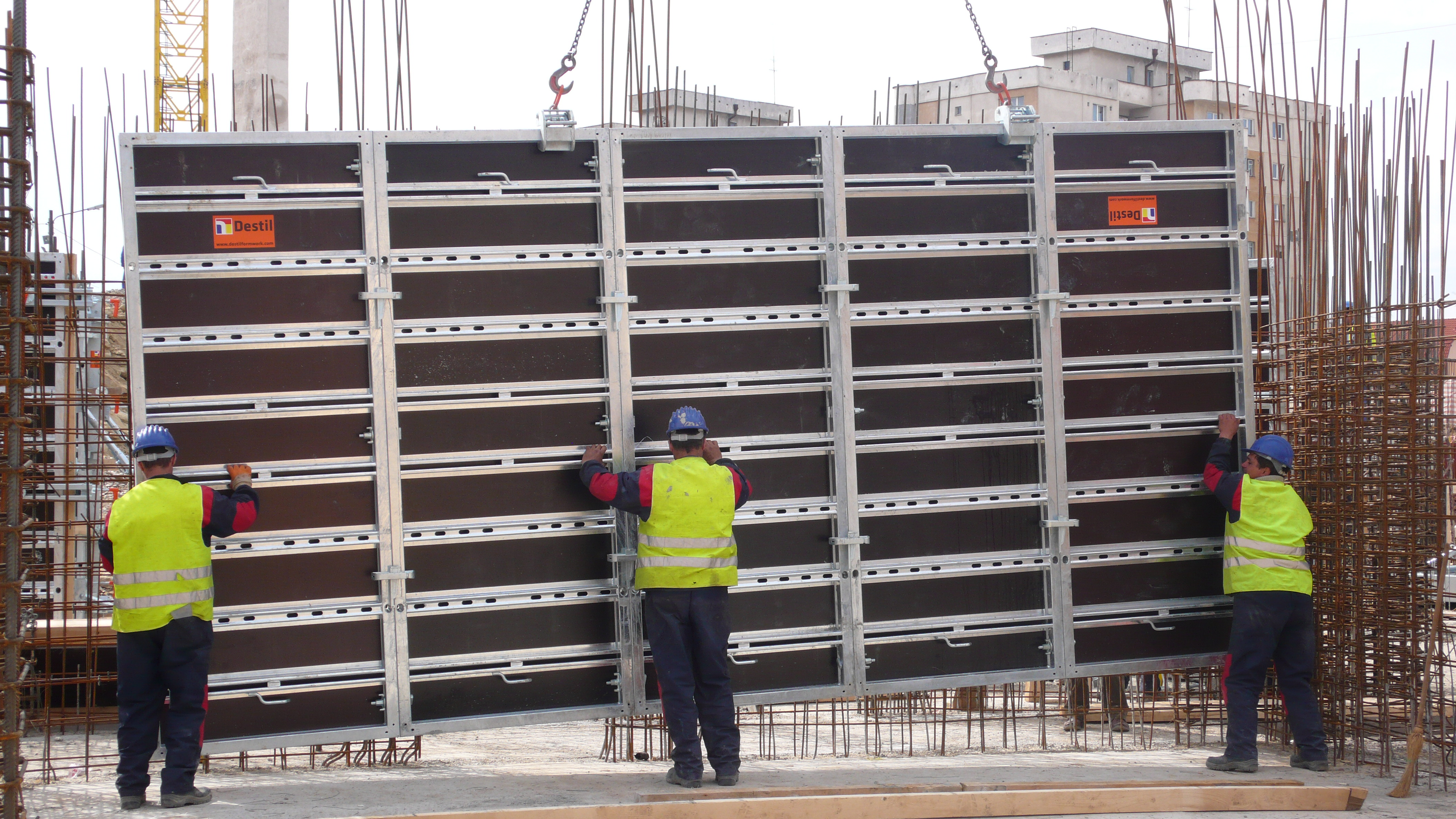
Encofrat modular desplaçat mitjançant grua

- Encofrat tradicional: motlle fet amb taulons o contraplacat. És fàcil de muntar però de lenta execució quan les estructures són grans. S'usa principalment en obres de poca o mitjana importància, on els costos de mà d'obra són menors que els del lloguer d'encofrats modulars. Donada la seva flexibilitat en permetre gairebé qualsevol forma, en l'actualitat s'usa bastant en combinació amb altres sistemes d'encofrat, per a realitzar les formes que no poden fer-se amb motlles normalitzats.
- Encofrat modular o normalitzat: fet de mòduls prefabricats, principalment de metall o plàstic. És més ràpid, precís i segur. S'utilitza amb ferraments d'acoblament i altres peces auxiliars. És molt útil en obres de gran volum.
- Encofrat lliscant: per a construccions d'estructures verticals o horitzontals de secció constant o sensiblement similars, que permet reutilitzar el mateix encofrat a mesura que l'edifici creix en altura o extensió.
- Encofrat perdut: encofrat que roman solidàriament unit a l'element estructural. Pot fer-se de plàstic, cartró o material ceràmic, o també d'elements de formigó prefabricats.
- Encofrat de terra: s'excava o es perfora la terra per a abocar-hi els fonaments. En aquest cas no es parla d'encofrat sinó que es diu que es formigona contra el terreny.

## Encofrat de llosa

### Història
Els arquitectes romans van construir les primeres estructures de formigó en massa. Com aquest no pot absorbir grans esforços de tracció i torsió, les primeres estructures van ser arcs, voltes i cúpules, que funcionen només a compressió. L'estructura més notable d'aquesta època és la cúpula del Panteó de Roma. Els encofrats es van fer amb bastides i encofrats temporals. Aquests elements auxiliars de construcció no només serveixen per abocar el formigó, també han sigut i són molt utilitzades en altres treballs d'obra. Per al formigó, els romans utilitzaven guix i calç com aglomerants, a més d'un ciment natural obtingut de la pedra de Puzzoli, anomenat putzolana. No és un mineral fàcil d'obtenir en altres llocs, i per això no es va tornar a utilitzar el formigó com a material de construcció, fins a la invenció del ciment Portland. El formigó armat no pot fer-se amb els altres aglomerants, ja que fan oxidar el ferro de les armadures.

### Mètodes

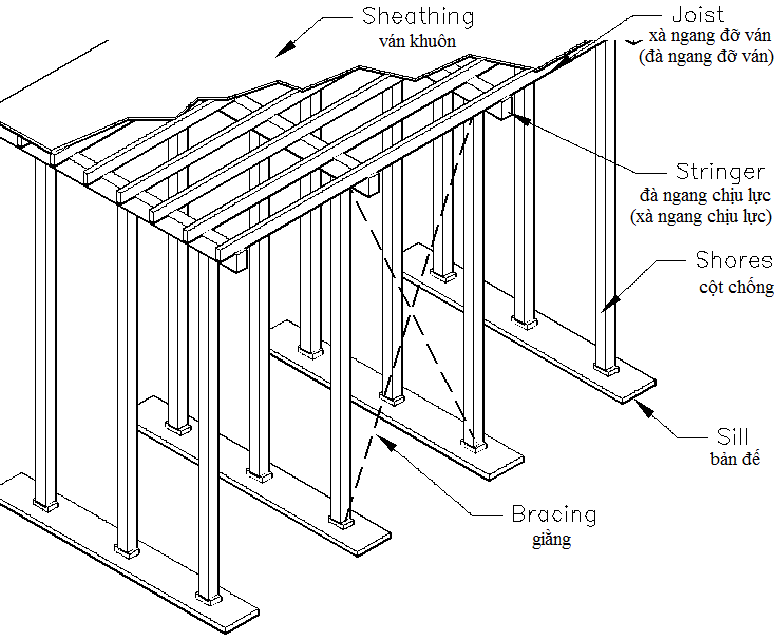
Encofrat de llosa tradicional

Per a les primeres lloses de formigó, les estructures temporals de suport es van fer amb tècniques que provenien de la construcció tradicional i la fusteria. Els suports de fusta (troncs d'arbres joves), són disposats en files, d'un a dos metres de distància, segons el gruix de llosa i suporten els elements de l'encofrat. Entre aquests sotaponts, a manera de bigues es col·loquen aproximadament cada trenta centímetres, juntament amb contraplacat superposat. Aquests sotaponts són en general de cinc a deu centímetres d'ample i uns quinze d'alt. El mètode va modernitzar-se amb sotaponts i tornapuntes metàl·lics (alumini o acer), més fàcil d'estandarditzar i reutilitzar. També existeixen sistemes modulars de fusta, plàstic, acer o alumini.

### Sistema prefabricat:Flying Form Systems
Aquest sistema d'encofrat està conformat per mòduls, o quadres, que poden ser reutilitzats. Les peces es munten mitjançant una grua. Una vegada en la seva posició els espais entre els quadres s'omplen. Varien en forma i grandària, així com el seu material de construcció. L'ús d'aquests sistemes redueix el temps i la mà d'obra d'instal·lació de l'encofrat. Són molt utilitzats en grans superfícies i estructures senzilles.
El tauler es munta amb rapidesa, i les parts del revestiment són ancorades entre si de tal manera que puguin ser transportades. Tots els elements de suport han de ser d'altura regulable per permetre d'adequar el tauler a l'altura correcta. Són desmuntats després d'endurir el formigó. Normalment són de metall. Alguns sistemes combinen elements d'acer o alumini.

#### Muntatge amb grans grues

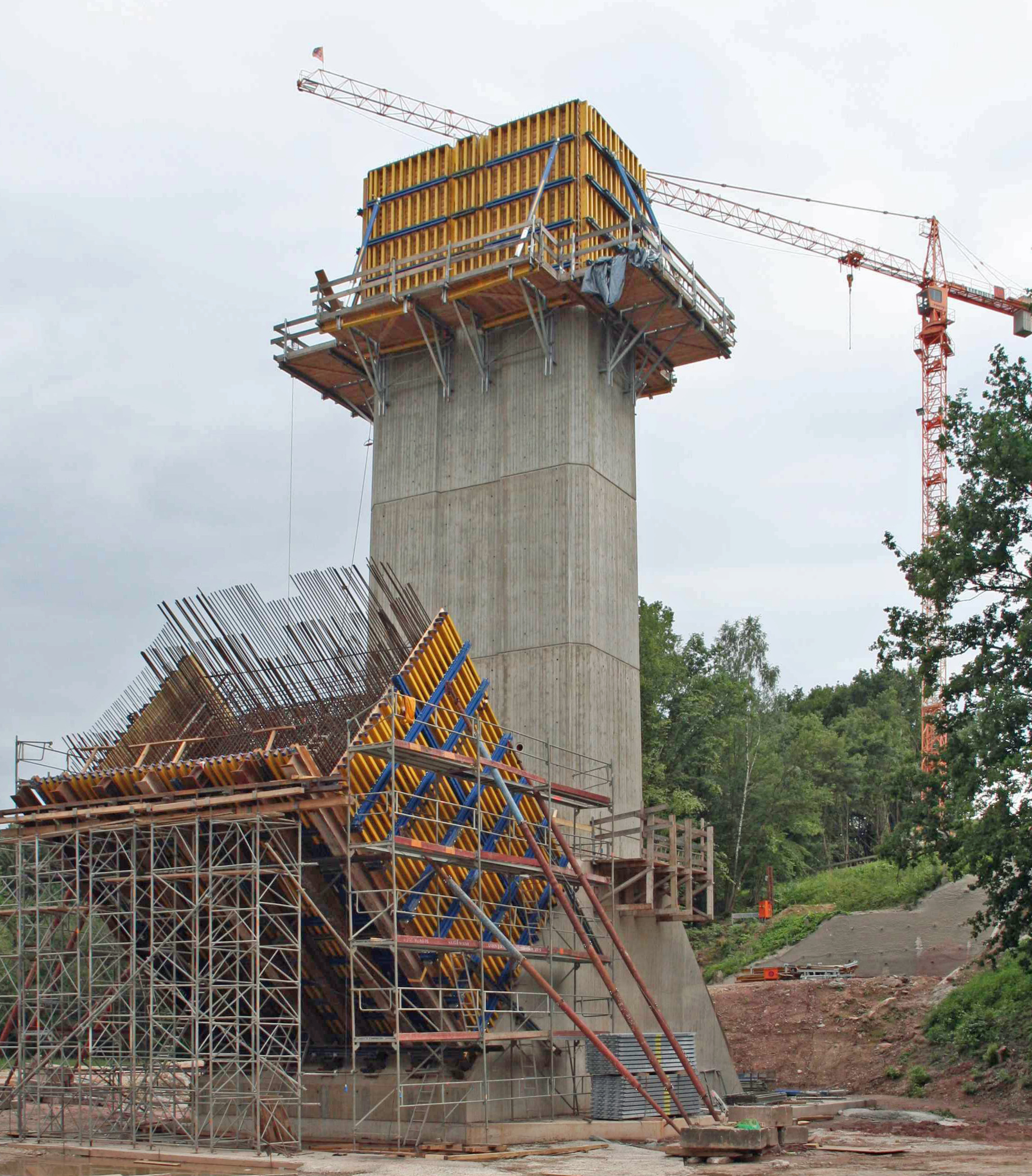
Encofrat trepador en la construcció d'una pila d'un pont a Coburg

Aquest mètode consisteix en el muntatge de quadres amb una gran zona d'encofrat que només poden ser traslladats mitjançant grua. La seva amplada pot ser de cinc a set metres, però el llarg pot ser limitat, de manera que sigui possible transportar acoblats, en un sol port. La durada de muntatge varia i pot tenir més de trenta metres, depenent de la capacitat de la grua. Després d'abocar el formigó, les plaques se separen i es traslladen al costat de l'edifici. El costat que sobresurt de l'encofrat s'aixeca mitjançant grua i la resta del tauler es desplaça fora de l'edifici. Aquesta tècnica és bastant comú als Estats Units i països d'Àsia Oriental. Els seus avantatges són la reducció de mà d'obra, de temps i costos. Els desavantatges són l'elevada capacitat de càrrega necessària de les grues d'alt cost, la mida de material i la poca flexibilitat.

#### Muntatge amb grues i elevadors normals
Mitjançant aquest mètode els quadres tenen límits en grandària i pes. L'ample fa entre dos i tres metres, i la longitud és de quatre a set metres, encara que el quadre pot variar en forma i mida. La principal diferència d'aquest mètode és que els taulers s'aixequen amb una grua, ja que el material es transporta fins a l'edifici. Són en general transportats amb ascensor o plataforma elevadora i només amb desplaçaments horitzontals de carros, depenent de la seva mida i de la forma de la construcció. Els ajusts es poden fer per carros. Aquesta tècnica gaudeix de popularitat als Estats Units, Europa i, en general, en països d'alt cost de mà d'obra. Els avantatges d'aquest mètode en comparació amb l'encofrat amb bigues o el modular és la reducció de la mà d'obra, de temps i costos. Els petits quadres són generalment més fàcils d'adaptar en aquells edificis geomètricament complicats (no rectangulars, o rodons), o per muntar al voltant de columnes, en comparació amb els seus homòlegs més grans. Els desavantatges són els elevats costs dels materials, l'augment del temps de la grua.